# Villa festiva
Villa festiva är en tvåvingeart som först beskrevs av Philippi 1865.  Villa festiva ingår i släktet Villa och familjen svävflugor. Inga underarter finns listade i Catalogue of Life.